# Rising Force
Rising Force ist das erste Studioalbum des schwedischen Gitarristen Yngwie Malmsteen und wurde am 10. November 1984 von Polydor Records veröffentlicht.

## Entstehung
Yngwie Malmsteen ließ sich bei seinem Debütalbum von klassischer Musik inspirieren, unter anderem von Niccolò Paganinis Capriccii.

## Rezeption
Das Album erreichte in den USA Platz 60 der Billboard 200. Steve Huey von der Seite Allmusic vergab vier von fünf Sternen. Er bezeichnete das Album als „Offenbarung“ zur Zeit seiner Veröffentlichung. Für alle Metal-Gitarristen der 1980er Jahre sei das Album ein „Pflicht-Leitfaden“ gewesen. In der Zeitschrift Guitar World wurde das Album auf Platz eins in der All-Time-Top-Ten-Liste der Shred-Alben gesetzt. Die Redaktion des Magazins Rock Hard nahm das Album auf Platz 116 seiner 500 besten Alben auf. Andreas Himmelstein schrieb: „Auch wenn der Gitarrensound heute ein wenig antiquiert klingt, weiß Yngwies stark an Ritchie Blackmore angelehnter Strat-Sound immer noch zu überzeugen.“ Fast alle nachfolgenden Neo-Klassik-Gitarren-Platten hätten bis auf wenige Ausnahmen nicht mehr so überzeugen können wie dieses Album.

## Titelliste
1. Black Star – 4:53
2. Far Beyond the Sun – 5:52
3. Now Your Ships Are Burned – 4:11
4. Evil Eye – 5:14
5. Icarus’ Dream Suite Op. 4 (basiert auf  Remo Giazottos Adagio in G-moll) – 8:33
6. As Above, So Below – 4:39
7. Little Savage – 5:22
8. Farewell – 0:49

Alle Lieder sind von Yngwie Malmsteen geschrieben und komponiert worden. Alle Titel sind Instrumentalstücke, außer Titel 3 und 6. Evil Eye befindet sich als Live-Version auch auf dem ebenfalls 1984 veröffentlichten Alcatrazz-Album Live Sentence.